# Kaiser DeLuxe e Virginian
La DeLuxe è un'autovettura mid-size prodotta dalla Kaiser-Frazer dal 1949 al 1953. La sua versione cabriolet, la Virginian, fu invece in produzione dal 1949 al 1951. Solo nel 1951 fu commercializzata la Vagabond, che era la loro versione commerciale.

## Storia

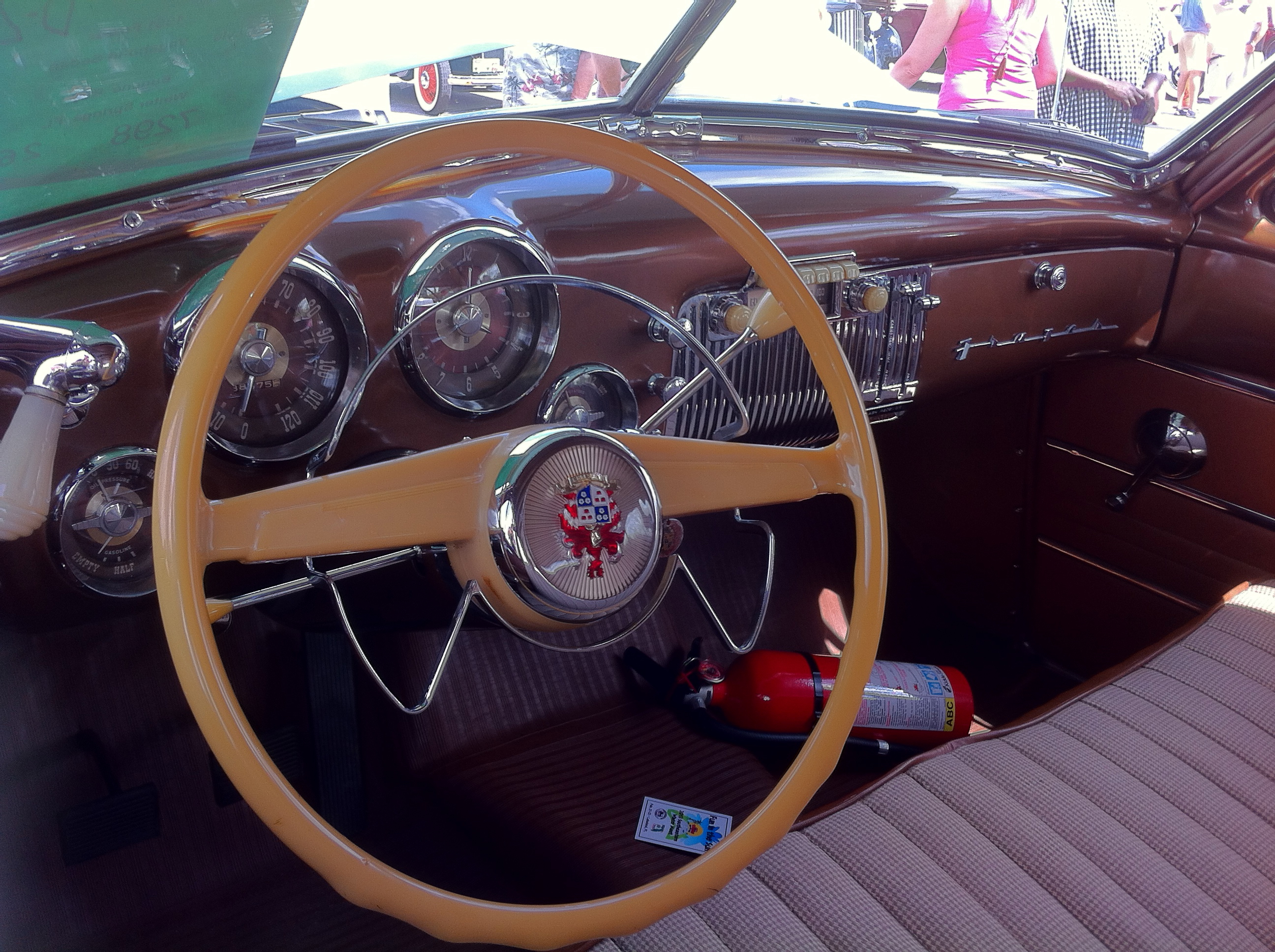
Gli interni di una Kaiser Vagabond

La DeLuxe sostituì la Custom. Era quindi la versione lussuosa della Special. La DeLuxe era dotata di un motore più potente e di finiture lussuose come i tappetini per i sedili anteriori. Nel 1950 il modello fu oggetto di un facelift, mentre nel 1951 di un profondo restyling. Sempre nel 1951, la potenza del motore crebbe a 115 CV.
Nel 1951 la Virginian uscì di produzione. Dall'anno successivo la versione cabriolet venne inclusa all'interno della gamma degli altri modelli; queste versioni cabriolet si riconoscevano per l'aggiunta del nome "Virginian" a quello del nome della vettura. Nel 1951 la Special uscì di produzione, e quindi la DeLuxe si collocò alla base della gamma offerta dalla Kaiser. Il ruolo di modello lussuoso fu preso dalla Manhattan. Nel 1953 la DeLuxe fu oggetto di un facelift.

## Caratteristiche tecniche
I modelli avevano installato un motore a sei cilindri in linea e valvole laterali da 3.707 cm³ di cilindrata che erogava 112 CV di potenza. Quest'ultima, nel 1951, crebbe a 115 CV grazie all'installazione di due carburatori. La frizione era monodisco a secco, mentre il cambio era manuale a tre rapporti con leva sul piantone dello sterzo. La trazione era posteriore. Le sospensioni anteriori erano a doppi bracci trasversali con molle elicoidali e barra stabilizzatrice, mentre quelle posteriori erano a balestra. Erano inoltre montati ammortizzatori telescopici. I freni erano idraulici a tamburo. Il telaio era scatolato.